# Raja microocellata
Raja microocellata е вид акула от семейство Морски лисици (Rajidae). Видът е почти застрашен от изчезване.

## Разпространение и местообитание
Разпространен е във Великобритания, Западна Сахара, Ирландия, Испания, Мароко, Португалия и Франция.
Обитава крайбрежията и пясъчните и скалисти дъна на морета и заливи. Среща се на дълбочина от 10 до 100 m, при температура на водата от 9,9 до 18,1 °C и соленост 34,5 – 36 ‰.

## Описание
На дължина достигат до 86 cm, а теглото им е не повече от 4500 g.
Продължителността им на живот е около 9 години. Популацията на вида е намаляваща.